# Georges Lechartier
Georges Lechartier, né le 6 janvier 1837 à Paris et mort 6 février 1903 à Rennes, est enseignant de chimie et doyen de la Faculté des sciences de Rennes de 1894 à 1903.

## Biographie

### Jeunesse et famille
Georges Lechartier est né à Paris. Son père était professeur de physique et de chimie. Il a fait sa formation initiale au collège de Gray et au lycée Saint-Louis.

### Études (1857-1866)
Il entre à l'École normale supérieure à Paris de 1857 et termine sa formation en 1866. Il est reçu deuxième à l'agrégation de sciences physiques en 1861. Il occupe plusieurs postes à l’École normale durant ces années de formation : il est maître de conférences et conservateur-préparateur des collections. Il travaille comme préparateur de chimie dans le laboratoire de Henri Sainte-Claire Deville de 1831 à 1865. Il est également chargé de cours de physique au lycée de Bourg durant l'année scolaire 1860-1861. 
Il soutient sa thèse de doctorat en 1864. Son ouvrage porte sur la constitution chimique exacte de plusieurs minéraux. 

### Astronome adjoint à l'observatoire de Paris (1865-1866)
Le 11 septembre 1865, il est nommé astronome adjoint à l'observatoire de Paris, en remplacement d'Auguste Voigt il travaille sous la direction de Urbain Le Verrier. Il prend part aux observations de la coupole méridienne. À l'aide de la lunette méridienne, instrument de mesure fixe, qui permet de travailler sur les coordonnées, en mesurant la position d'un astre (planète ou étoile), par rapport à l'heure de passage au méridien. Il quitte ce poste en 1866 car il est nommé chargé de cours à Rennes. 

### Professeur de chimie à la Faculté des sciences de Rennes (1866-1903)
À partir de 1866, il devient professeur de chimie agricole. Il remplace à ce poste Faustino Malaguti qui a créé le cours de chimie de la faculté des sciences de Rennes et qui vient d'être nommé recteur de l'Académie de Rennes.
Il est titulaire de la chaire de chimie de 1866 à 1903.
Pendant la guerre franco-allemande de 1870, avec les seules ressources de leurs laboratoires, Georges Lechartier et son collègue ingénieur et enseignant François Massieu contribuent à l'effort de guerre en inventant des procédés et des appareils pour produire en quantité du fulminate de mercure, indispensable pour la fabrication des amorces des cartouches. 
En 1878, il contribue avec l'aide du ministère de l'agriculture, à l'ouverture d'une station agronomique à l'école pratique d'agriculture des Trois-Croix dont il devient le directeur. La station agronomique de Rennes devient un des services les plus actifs de la Faculté.

### Doyen de la Faculté des sciences de Rennes (1894-1903)
Georges Lechartier est doyen de la Faculté des sciences de Rennes de 1894 à 1903. L’appellation « doyen de Faculté » désignait jusqu'en 1968 la personne à la tête d'une Faculté. En 1894, devenu doyen, il concrétise le projet de Simon Sirodot, son prédécesseur à ce poste : la création d'un nouveau bâtiment pour la Faculté quasiment en face de l'ancien. Cette même année, l'école supérieure d'agronomie arrive à Rennes.

### Autres activités
Il fait partie des fondateurs de l'Association pomologique de l'Ouest en 1883, dont il est élu vice-président.
Il est conseiller municipal à Rennes.

### Vie de famille
Il a épousé Marie Claire Félicité Sainte-Claire Deville (1845-1884), nièce de Henri Sainte-Claire Deville et Charles Sainte-Claire Deville.

## Distinctions
- Officier de l'Instruction publique
- Officier de l'ordre du Mérite agricole
- Officier de la Légion d'honneur (décret du 23 juillet 1901). Il est fait officier par Simon Sirodot le 2 octobre 1901[9]

## Travaux scientifiques

### Thématiques
Ses études portent sur étude de la chimie agricole, la conservation des denrées alimentaires, la fermentation et la conservation des fourrages verts en silo, la culture de la pomme de terre, sur l'emploi du densimètre pour l'étude pratique des moûts, le chauffage et la congélation des cidres. Il développe des techniques pour l'analyse des terres arables, établit des cartes agronomiques, préconise, pour chaque commune, les amendements les plus appropriés. 
Il est membre de la Société d'agriculture. 
Il est élu membre correspondant de l'Académie des sciences le 16 mars 1885, section d’économie rurale.

### Publications
- Georges Lechartier, Chimie et minéralogie : analyse immédiate des minéraux, coll. « Thèses de la faculté de sciences de Paris », 1864 (lire en ligne)
- Agriculture théorique et pratique, basée sur la chimie agricole, Paris, A. Goin (BNF 30764468)
- Cours de chimie agricole professé en 1866 par M. G. Lechartier à la Faculté des sciences de Rennes, Rennes, C. Oberthur, 1866-1873 (BNF 30764471)
- Cartes agronomiques et situation agricole du canton de Redon, notice explicative par M. Lechartier avec le concours de M. Du Halgouet, Rennes, impr. de Oberthur, 1900 (BNF 30764470)
- « Douze années de culture de topinambours dans un même champ, par M. G. Lechartier », Annales de la science agronomique française et étrangère, Nancy, Berger-Levrault, 2e série, vol. 1,‎ 1898 (BNF 30764472)

## Hommages
Plusieurs hommages lui ont été rendus à Rennes. Tout d'abord, un pavillon du centre hospitalier universitaire de Pontchaillou porte son nom. De plus, une rue porte son nom dans le quartier de Maurepas près du boulevard Volney.